# Aurvandil
Aurvandil (eller Ørvandel) den Tapre er i Nordisk mytologi en jætte, som er gift med vølven Groa. Aurvandil mistede sin tå under flugten fra Jotunheim. Thor kastede tåen op på himlen, hvor den blev til en stjerne.